# Tumba de corredor cruciforme

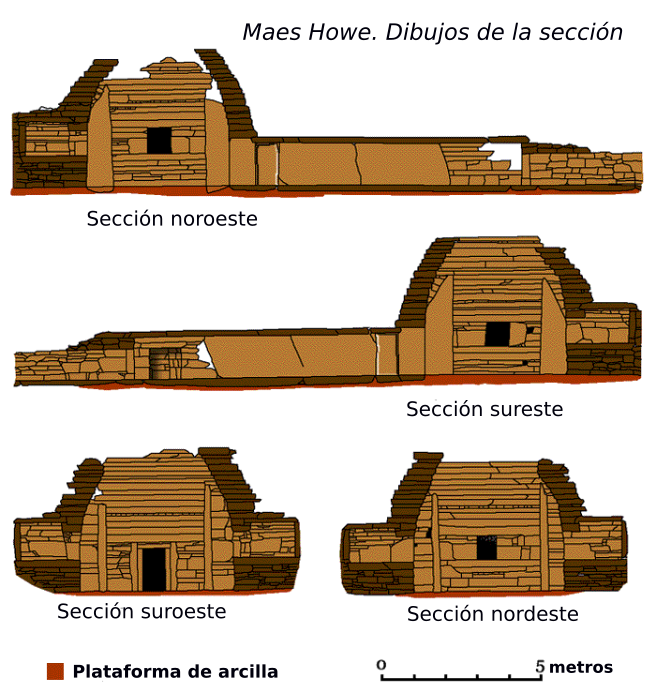
Cortes transversales y longitudinales del alzado de la tumba de Maeshowe. Se observan las cámaras laterales.

Las tumbas de corredor cruciformes son un tipo más complejo que la tumba de corredor simple, y que es propio de Irlanda, el oeste de Gales (Reino Unido) y las Islas Orcadas (Escocia, Reino Unido) y que fueron construidas durante el Neolítico tardío, desde alrededor del 3 500 a. C., y posteriormente.[cita requerida]
Se distinguen por un largo pasillo que conduce a una cámara central con un techo en voladizo, falsa cúpula de ménsula. Desde ella, las cámaras funerarias se extienden en tres direcciones, dando la impresión, en conjunto, de una distribución en planta con forma de cruz. En algunos casos, las tres cámaras originales se extienden en otras subcámaras. La red de cámaras está cubierta por un cairn y, a menudo, éste rodeado por un bordillo, o peristalítico.
Un rasgo común es la presencia de arte megalítico grabado en las piedras de las paredes de las cámaras y los techos. Diseños abstractos es lo habitual, especialmente las espirales y zig zags.[cita requerida]
Ejemplos de este tipo de construcción, en las tres áreas geográficas donde se construyeron, son: Newgrange en Irlanda, Barclodiad y Gawres en Anglesey (Gales) y Maeshowe en las Islas Orcadas.